# Olena Tsygitsa
Olena Tsygitsa (Kryvy Rih, 8 de abril de 1975) é uma ex-handebolista profissional ucraniana, medalhista olímpica.
Olena Tsygitsa fez parte do elenco da medalha de bronze inédita da equipe ucraniana, em Atenas 2004.